# James Dallinger
James William Dallinger (* 30. September 1985 in Cambridge) ist ein ehemaliger neuseeländischer Ruderer.
Dallinger begann 2000 mit dem Rudersport. 2002 belegte er mit dem neuseeländischen Achter den neunten Platz bei den Junioren-Weltmeisterschaften, 2003 erreichte er den sechsten Platz. 2004 trat er mit dem Achter bei den U23-Weltmeisterschaften an und belegte den achten Platz. 2006 siegte er mit dem Vierer mit Steuermann in der Besetzung James Dallinger, Steven Cottle, Paul Gerritsen, Dane Boswell und Steuermann Daniel Quigley bei den U23-Weltmeisterschaften. In der gleichen Besetzung startete die Crew auch bei den Weltmeisterschaften in Eton. 2007 wechselte Dallinger in den Vierer ohne Steuermann. Carl Meyer, James Dallinger, Eric Murray und Hamish Bond siegten beim Weltcup in Amsterdam und belegten in Luzern den dritten Platz. Bei den Ruder-Weltmeisterschaften 2007 in München gewannen die vier Neuseeländer den Titel. In der Olympiasaison erreichten die vier zwar im Weltcup zweimal das A-Finale, belegten dort aber nur einen sechsten Platz in Luzern und einen fünften Platz in Posen. Bei den Olympischen Spielen 2008 in Peking verpassten sie das A-Finale und belegten in der Endabrechnung den siebten Platz. 2011 kehrte Dallinger noch einmal in den Vierer ohne Steuermann zurück und belegte mit Jade Uru, Benjamin Hammond und Christopher Harris den achten Platz bei den Weltmeisterschaften in Bled.